# أوميكرون
أوميكرون (باليونانية:ὂ μικρόν) هو الحرف الخامس عشر في الأبجدية الإغريقية، يأخذ الحرف شكلين الكبير (Ο) والصغير (ο). ويعني اسم الحرف أو صغير (بمقابل أوميغا أو أو كبير)